# هارولد هوبكينز
هارولد هوبكينز (بالإنجليزية: Harold Hopkins) هو ممثل أسترالي، ولد في 6 مارس 1944 بتوومبا في أستراليا، وتوفي في 11 ديسمبر 2011 في أستراليا بسبب ورم المتوسطة.

## أعمال

### أفلام
- (1981) غاليبولي.

## وصلات خارجية
- هارولد هوبكينز على موقع IMDb (الإنجليزية)
- هارولد هوبكينز على موقع ألو سيني (الفرنسية)
- هارولد هوبكينز على موقع أول موفي (الإنجليزية)
- هارولد هوبكينز على موقع قاعدة بيانات الأفلام السويدية (السويدية)
- هارولد هوبكينز على موقع قاعدة بيانات الفيلم (الإنجليزية)
- هارولد هوبكينز على موقع كينوبويسك (الروسية)